# مسكين (رسام)

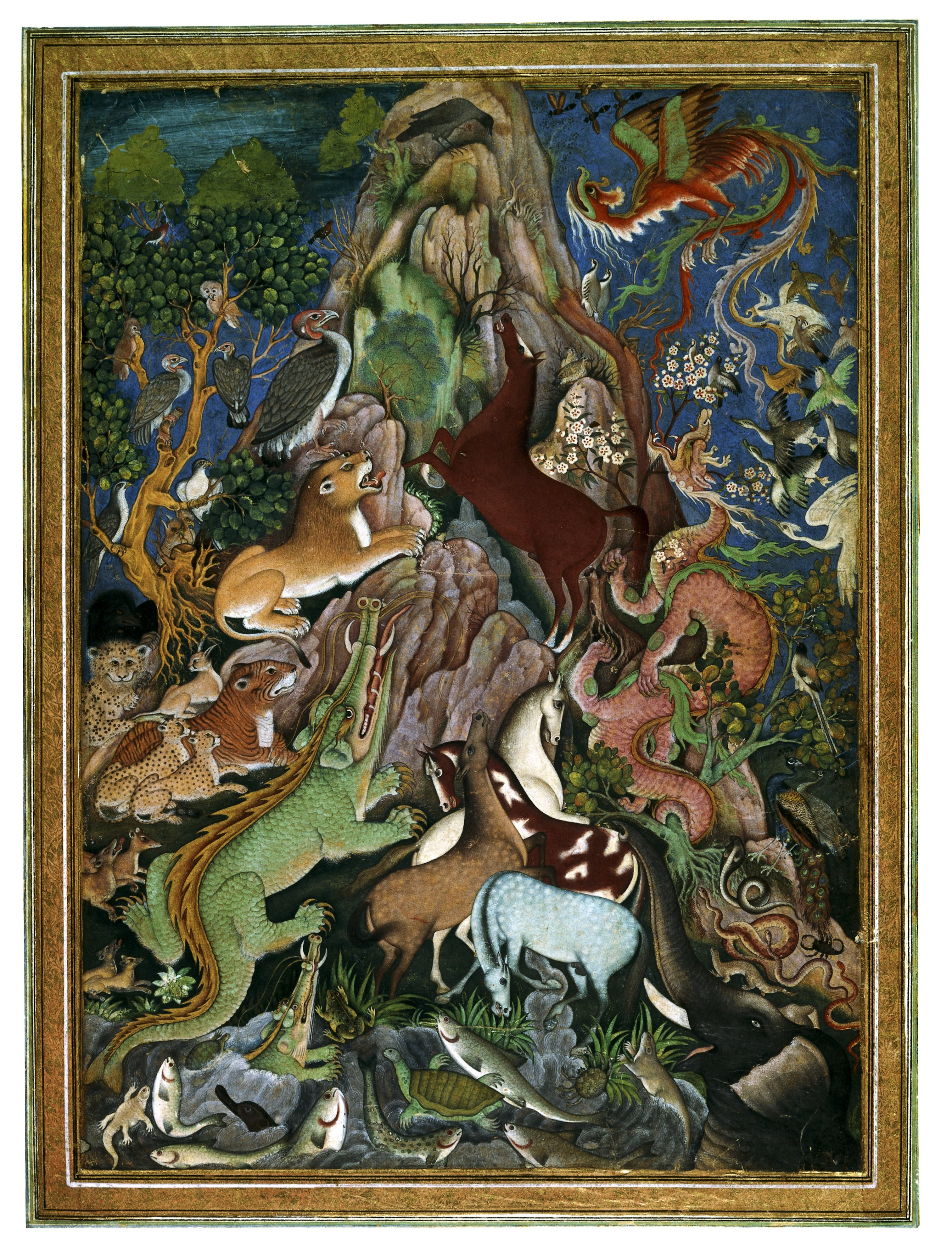
الغراب يخاطب الحيوانات (الإسناد) حوالي عام 1590. المتحف البريطاني

مسكين (حوالي 1560 - حوالي 1604)، المعروف أيضًا باسم مسكينة، كان رسامًا من سلطنة مغول الهند، في بلاط أكبر الأول. واسم "مسكين" مستعار. وقد سجل المؤرخ والوزير الأعظم لأكبر، أبو الفضل، مسكين في سجل يحتوي على قائمة من رسامين مغول الهند البارزين. علاوة على ذلك، فهو يُعتبر رسامًا ماهرًا للغاية للحيوانات.

## الحياة والعمل
من المرجح أن يكون مسكين قد وُلد حوالي عام 1560، مع وجود القليل من المعلومات الإضافية المعروفة عن حياته المبكرة باستثناء والده، ماهيش، وشقيقه، عاصي، اللذين كانا يعملان أيضًا رسامين.

## روابط خارجية
- Seyller, John (2003). "Grove Art Online".  (بالإنجليزية). Oxford University Press. DOI:10.1093/gao/9781884446054.article.T058631. {{استشهاد بموسوعة}}: الوسيط |title= غير موجود أو فارغ (help)